# Hennie Matteman
Hennie Matteman (* 19. Dezember 1955) ist eine ehemalige niederländische Judoka. Sie war 1979 Europameisterschaftszweite und gewann 1975 und 1976 eine Bronzemedaille.

## Sportliche Karriere
Hennie Matteman kämpfte im Halbleichtgewicht und im Leichtgewicht. Als 1972 testweise niederländische Meisterschaften für Frauen ausgetragen wurden, siegte sie in der Gewichtsklasse bis 55 Kilogramm. Bei den ersten Meisterschaften belegte sie 1973 den zweiten Platz in der Gewichtsklasse bis 54 Kilogramm. Nach einem zweiten Platz 1974 in der Gewichtsklasse bis 56 Kilogramm gewann sie 1975 in der Gewichtsklasse bis 52 Kilogramm ihren ersten offiziellen Meistertitel. Im Dezember 1975 fanden in München die ersten Europameisterschaften der Frauen statt. In der Gewichtsklasse bis 52 Kilogramm gewann Hennie Matteman eine Bronzemedaille. Diesen Erfolg konnte sie 1976 in Wien wiederholen. Nach einer Pause nahm sie 1979 in Kerkrade noch einmal an Europameisterschaften teil und erreichte durch einen Sieg über die Britin Bridgette McCarthy das Finale in der Gewichtsklasse bis 52 Kilogramm. Dort unterlag sie der Österreicherin Edith Hrovat. 1979 und 1981 belegte Matteman noch zweimal den dritten Platz bei niederländischen Meisterschaften, jeweils in der Gewichtsklasse bis 56 Kilogramm.